# Sarabi Mastiff

Mappa della regione del Caucaso

Il cane Sarabi o pastore iraniano, mastino persiano o mastino iraniano o persian mastiff o persian sarabi mastiff è una razza di pastore guardiano del bestiame della provincia dell'Azerbaigian orientale, nel nord dell'Iran, esso prende il nome dalla contea di Sarab.

## Storia
Una delle più accreditate teorie sull'origine geografica del cane domestico è stata quella che sostiene che esso abbia avuto origine nell'Asia sud-occidentale, presumibilmente nella Mezzaluna Fertile. 
Inoltre, il Medio Oriente è stato proposto come l'inizio del cane domestico per una grande condivisione di aplotipi tra i lupi e le razze canine. Inoltre, la Via della Seta collegava l'Iran ai paesi del sud-est asiatico e altre parti del mondo, il che potrebbe aver probabilmente influenzato l'effettivo flusso genico all'interno dell'Iran e di queste regioni.
I cani Sarabi sono stati usati per secoli dai pastori locali per proteggere greggi di pecore e capre da orsi, lupi, sciacalli e altri predatori locali. 
Nella storia dell'antica Persia i cani hanno avuto un ruolo certo e importante.
Esistono infatti immagini tra le più antiche note, che risalgono a 6 000 anni fa, in cui si vedono cani che corrono con corpi lunghi e stretti e che adornano ceramiche trovate a Susa la capitale dell'antico regno dell'Elam. 
Erodoto riportava una leggenda secondo la quale Ciro il Grande era stato allattato da una cagna.
Nella storia antica il re Serse portò con sé un mastino tibetano e questo potrebbe essere stato l'inizio della razza del mastino persiano. L'età dell'oro per i cani in Iran fu durante il periodo zoroastriano in cui i cani avevano uno status superiore rispetto ad altri animali.
La razza è considerata una delle razze canine indigene più antiche e grandi dell'Iran, più grande e pesante è il singolo cane, maggiore è il suo valore.
La razza oggi è anche usata per completare combattimenti tra cani.
Questi cani si trovano diffusi nelle città dell'Azerbaigian Occidentale di Bukan, Piranshahr Naqadeh, Urmia, Sardasht, Mahabad e in alcune città della provincia del Kurdistan come Saqqez e Sanandaj, adattadosi anche molto bene nel clima del Kurdistan iracheno delle province di Suleimanija e Kirkuk.
Ricercatori iraniani dell''Università di Kerman e dell'Yunnan University di Kunming in Cina, dopo il 2017, hanno studiato il cane Sarabi che è stato oggetto di ricerche di tipo genetico e genomico, al fine di individuare le sue origini ancestrali; Queste ricerche confermano come le basi genetiche dei cambiamenti demografici e la selezione artificiale alla base dell'addomesticamento sono di grande interesse per la biologia evolutiva del cane iraniano e dei cani in generale.

### Diritti dei cani
(Hossein Rahimi, Capo della polizia di Teheran)